# Charles Cusin
Pour les articles homonymes, voir Cusin.
Charles Cusin (né à Autun avant 1574 - mort entre 1590 et 1612) fut à la fin du XVIe siècle l'un des premiers horlogers identifiés au sein de la République de Genève. 

## Contexte
Dès 1541, le réformateur Jean Calvin avait banni à Genève les signes de richesse, obligeant les orfèvres et autres joailliers à se tourner vers l’horlogerie. En 1566, le règlement est aggravé : il est interdit de fabriquer « croix, callices ou autres instrumens servans à la papauté ou idolatrie ». Les orfèvres se tournent vers le travail de la boîte de montre : « Il n'existait pas encore d'horloger qui pût fabriquer ces oignons de Nuremberg inventés au début du XVIe siècle ».
C'est sous le règne d'Henri II, pendant les persécutions qui suivirent l'édit de Châteaubriant (1551) et celui de Compiègne, qu'on vit les premiers horlogers français se fixer dans la ville : ainsi, Thomas Bayard, venu de Lorraine est présent dès 1554, été accompagné à la même époque par des horlogers de Dijon, d'Avignon, en tout plus d'une quinzaine,. 
Le massacre de la Saint-Barthélemy de 1572 a accéléré le mouvement.

## Les débuts de l'horlogerie genevoise
Originaire d'Autun en Bourgogne, Charles Cusin arrive à Genève en 1574. Fils d'un artisan qui fabriquait « des canons, des orgues, des horloges et des montres », il doit peut-être quitter sa ville natale en raison de ses convictions religieuses. En réalité, il doit répondre devant le tribunal de diverses accusation de vol. C'est la justice genevoise qui finit par le condamner.
Son habileté étant reconnue, le Conseil lui commande un mécanisme pour faciliter la sonnerie des cloches de la cathédrale Saint-Pierre de Genève. Son travail est si apprécié qu'en 1587, il obtient gratuitement la bourgeoisie de la ville. Sa réputation traverse les frontières. En 1587, il s'engage par contrat à fabriquer un automate pour un habitant de Saint-Michel-de-Maurienne. En 1588, c'est Henri de Navarre qui lui propose de venir travailler pour lui. Prudemment, Charles Cusin décline l'offre.
En 1590, le conseil de Genève lui commande la réparation de l'horloge du Molard et lui verse des avances. L'horloger disparaît alors brusquement, sans doute vers l'Italie, avant d'avoir exécuté le travail. Les autorités de Genève se dédommagent en ordonnant la saisie du mobilier de l'horloger.
Sa fuite précipitée précède de quelques d'années la naissance d'une corporation en 1601, la « Maitrise des horlogers de Genève », sur le modèle de la jurande des orfèvres de 1566.

## Postérité
Si son influence réelle sur l'horlogerie genevoise reste contestée, le personnage pittoresque est célébré comme le premier horloger à Genève et son nom a été attribué à une rue de la ville, dans le quartier des Paquis.